# Ethylbenzen
Ethylbenzen je aromatický uhlovodík, za běžných podmínek jde o bezbarvou kapalinu s charakteristickým zápachem, která se snadno vypařuje. 
Ethylbenzen je čirá, hořlavá kapalina se zápachem podobným benzinu. Je přítomen v ropě, v některých proudech zemního plynu, v černouhelném dehtu. V nízkých koncentracích se vyskytuje se i v automobilových palivech, v produktech hoření dřeva a v cigaretovém kouři.

## Výroba
Průmyslově se vyrábí Friedel-Craftsovou reakcí benzenu a ethylenu. První výrobu zahájil IG Farben (dnes BASF) v Ludwigshafenu. Více než 90 % vyrobeného ethylbenzenu se používá jako výchozí surovina pro výrobu styren – monomeru procesem dehydrogenace. Malá část ethylbenzenu se zpracovává na výrobu propylenoxidu procesem Lyondell/Shell, při kterém je izolován styren jako vedlejší produkt. Takto vyrobený 1,2 propylenoxid se aplikuje při výrobě polyolů, používaných pro výrobu polyuretanových plastů. Zbývající množství ethylbenzenu se aplikuje v rozpouštědlech, insekticidních sprejích, v barvivech, inkoustech, lepidlech a antikorozních přípravcích. Kolem 1 % frakovacích vrtů používá ethylbenzen jako složku směsi chemikálií pro tuto technologii.

## Tuzemská výroba
V zemích bývalého Československa se ethylbenzen vyráběl v Chemopetrolu Litvínov a Slovnaft Bratislava prioritně pro potřeby výroby styrenu v Kaučuku Kralupy od roku 1962. Pro dodávky z Litvínova byl vybudován produktovod Litvínov Kralupy, ze Slovnaftu byly dodávky realizovány železničními cisternami. S růstem výroby styrenu v Kralupech byla část potřebného množství dodávána za zahraničí. V souvislosti s výstavbou nové styrenové jednotky o kapacitě 130 tisíc tun za rok v Kaučuku Kralupy, byla realizována z prostředků Kaučuku nová jednotky etylbenzenu v Litvínově o kapacitě 300 tis. tun ročně dle licence Lummus/UOP EBOne.

## Chemické vlastnosti a použití
Teplota tání etylbenzenu je −95 °C, teplota varu 136 °C a hustota 867 kg/m3. Rozpustnost etylbenzenu ve vodě činí 150 mg/l, je dobře rozpustný v organických rozpouštědlech. Jako kapalina i páry je hořlavý, ve formě kapaliny může akumulovat statický elektrický náboj.[zdroj?]
Je součástí ropy nebo kamenouhelného dehtu a používá se např. v inkoustech a barvivech, ale též pro výrobu pesticidů. Z více než 90 % se používá jako surovina pro výrobu styrenu, následně polymerací plastu polystyrenu (PS). Slouží dále k výrobě acetofenonu, diethylbenzenu pro produkci rozpouštědel a ředidel, barev a laků, přidává se do asfaltů.

## Ekologická rizika
Ethylbenzen je neperzistentní látkou, která je v prostředí biodegradována nebo podléhá fotooxidaci. S výjimkou velkého úniku z bodového zdroje nezpůsobuje ethylbenzen velké škody v  ekosystému. Jako ostatní těkavé organické látky se účastní tvorby letního neboli fotochemického smogu.

## Zdravotní rizika
Ethylbenzen vstupuje do organismu inhalačně, orálně i kůží. V těle dochází k jeho biotransformaci, jejímž hlavním produktem jsou kyseliny mandlová a fenylglyoxylová, které jsou vylučovány močí. Část ethylbenzenu je přímo vylučována močí a/nebo dechem.
Akutní i chronická toxicita ethylbenzenu jsou relativně nízké. Ethylbenzen dráždí dýchací cesty a oči, ovlivňuje funkce mozku a poškozuje kůži, způsobuje závratě, poškození jater, ledvin a očí.
Komplexní hodnocení rizik potenciálních účinků ethylbenzenu na lidské zdraví bylo zveřejněno v roce 2015. Bylo zpracováno a data jsou inovována americkou organizací SIRC (Styrene Information and Research Center) se sídlem ve Washingtonu. Ústav byl založen v roce v roce 1978 jako kontaktní místo pro veřejné informace o výzkumu styrenu a ethylbenzenu a potenciálních účincích těchto látek na lidské zdraví a životní prostředí. Ze studie vyplývá, že ethylbenzen se dobře vstřebává kůží, plicemi a gastrotraktem a rychle se distribuuje v těle, metabolizuje se primárně hydroxylací dvou uhlíků postranního řetězce a následně se oxiduje na řadu metabolitů, které jsou vylučovány hlavně močí.
Ethylbenzen má nízkou akutní toxicitu při orální, dermální a inhalační expozici. V souladu se známými účinky organických rozpouštědel, která způsobují celkovou a nespecifickou depresi nervového systému, může akutní expozice vysokých koncentrací ethylbenzenu vyvolat akutní neurologické účinky. Nezpůsobuje trvalé nebo progresivní poškození nervového systému. Vysoké koncentrace ethylbenzenu mohou dráždit sliznice a kapalný ethylbenzen může způsobit podráždění kůže a očí. Klinické studie na alergické reakce ethylbenzenu u pracovně exponovaných osob nezaznamenaly žádné známky kožních senzibilizačních reakcí. Ethylbenzen je toxický pro hlodavce, a proto by mohl mít vliv na sluch u lidí. Neexistuje žádný důkaz, že je ethylbenzen škodlivý pro imunitní systém. Testy prováděné na bakteriích, samčích buňkách a na zvířatech prokázaly, že ethylbenzen nepředstavuje problém s genotoxicitou. Neexistují žádné spolehlivé studie u lidí nebo zprávy o lidském karcinogenním potenciálu ethylbenzenu.